# Kelly Donovan

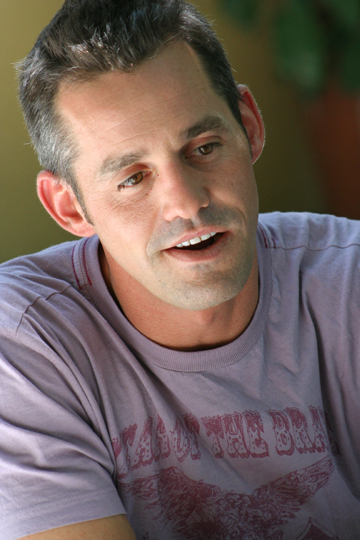
Kelly Donovan

Kelly Donovan Schultz (* 12. April 1971 in Los Angeles, Kalifornien) ist ein US-amerikanischer Schauspieler.

## Leben
Als Sohn von Kathleen Schultz (Talent-Scout in den USA) und eineiiger Zwillingsbruder von Nicholas Brendon ist er praktisch in die Unterhaltungsindustrie geboren. Da sein Bruder Nicholas (drei Minuten jünger) sich dazu entschieden hatte, Schauspieler zu werden, beschloss Kelly, seine eigenen Karrierebestrebungen auf Halteposition zu setzen, denn er wollte nicht in direktem Wettbewerb mit seinem eigenen Bruder stehen.
Donovan begann seine Karriere hinter den Kulissen. Er war ein Produktionsassistent beim Film The Hard Truth und wurde Bühnenbildner für Buffy – Im Bann der Dämonen. Als Schauspieler folgte eine kleine Rolle in einer Folge der Serie City Guys. Monate später hatte er einen Gastauftritt in der MTV-Serie Undressed – Wer mit wem?. Danach fungierte er als Stand-in für seinen Zwillingsbruder Nicholas als Zwilling von Alexander LaVelle Harris in der Buffy-Folge „Der doppelte Xander“. Als sein Bruder eine Lungenentzündung hatte, spielte er die Kampfszenen von Alexander Harris in der Folge „Der Zorn der Göttin“. Nach seinem Gastauftritt bei Buffy arbeitete er weiterhin als Stuntman für seinen Bruder und auch hinter den Kulissen in der Kunst-Abteilung.
Seit 2002 beteiligt er sich an der California AIDS Ride / Life Cycle.

## Filmografie
Darsteller:
- 1999: City Guys (Fernsehserie, eine Folge)
- 2000–2001 Buffy – Im Bann der Dämonen (Buffy the Vampire Slayer, Fernsehserie)
- 2000: Undressed – Wer mit wem? (Undressed, Fernsehserie, 2 Folgen)
- 2001: Strange Hearts

Stunts
- 1997: Buffy – Im Bann der Dämonen (Buffy the Vampire Slayer, Stuntdouble für Nicholas Brendon)
- 2001: Alias – Die Agentin (Alias, Fernsehserie)

Kunst-Abteilung
- 1998: Halloween H20 (Halloween H20: Twenty Years Later)

Bühnenbildner
- 1997: Buffy – Im Bann der Dämonen (Buffy the Vampire Slayer, Fernsehserie)

Verschiedenes/Belegschaft
- 1994: The Hard Truth